# Barenaked Ladies
Barenaked Ladies (o BNL abreviado) es un grupo Canadiense de rock alternativo formado por Kevin Hearn, Ed Robertson, Tyler Stewart y Jim Creeggan. La banda se formó en 1988 en Scarborough, Ontario, un suburbio de Toronto. BNL tiene una gran reputación como banda en directo y son especialmente conocidos por improvisar canciones cómicas durante sus actuaciones. Son los compositores de la banda sonora de la serie The Big Bang Theory con su canción History of Everything.

## Historia

### Orígenes Indie
La primera grabación del grupo, Buck Naked, publicada en 1989, se grabó en sótanos y habitaciones, y en ella solo participaron Steve y Ed. Barenaked Lunch (También conocida como Pink Tape) se publicó en 1990, y en ella participaron dos nuevos miembros de la banda, Andy and Jim Creeggan. Por desgracia la cinta fue masterizada de forma incorrecta y se escucha demasiado rápido. Como solo se hicieron unas copias de ambas, estas grabaciones son en la actualidad muy poco comunes.
Mientras Andy se encontraba de viaje en Ecuador la banda necesitaba un percusionista y Tyler Stewart lo sustituyó, manteniendo el puesto incluso tras el regreso de Andy.
El grupo llamó la atención por primera vez cuando se metieron en una cabina "Speaker's Corner" de City TV en Toronto e interpretaron lo que sería uno de sus mayores éxitos "Be My Yoko Ono" una pequeña canción en tono de humor sobre John Lennon y Yōko Ono. Después de que la canción se emitiera en la televisión en Toronto pronto se hizo popular entre los espectadores, incrementando notablemente la cantidad de fanes de Barenaked Ladies.
La primera grabación remarcable del grupo fue la independiente Yellow Tape publicada en 1991, el primer disco indie en conseguir un disco de platino en Canadá. Las ventas del disco se dispararon cuando no dejaron tocar a BNL en un concierto en el Ayuntamiento de Toronto debido al nombre del grupo (que quiere decir Mujeres Desnudas), lo que catapultó al grupo a la locura mediática.
También en 1991 el grupo grabó una versión de la canción Lovers in a Dangerous Time, de Bruce Cockburn, para su disco homenaje Kick At the Darkness. Esta canción fue la primera del grupo en alcanzar el Top 40 en Canadá.

### Los 90
El primer disco del grupo, Gordon, publicado 1992, fue un éxito de ventas en Canadá e incluye algunas de las canciones más conocidas de la banda como Be My Yōko Ono, If I Had $1,000,000, y "Brian Wilson" (basada en Brian Wilson, uno de los Beach Boys quién más tarde haría una versión de la misma en un disco en directo).
Segundo disco de BNL, Maybe You Should Drive, publicado en 1994, caló mucho menos en el público canadiense. Después de la publicación Andy Creeggan dejó el grupo por su desacuerdo con la dirección del grupo y para asistir a la universidad.
El grupo publicó Born on a Pirate Ship en 1996 como cuarteto. El disco recibió dos grandes impulsos gracias al video de The Old Apartment dirigido por Jason Priestley (Beverly Hills, 90210) y la inclusión de la canción Shoebox en la banda sonora de Friends. Contrataron a Kevin Hearn como teclista para la gira del disco y después fue invitado a unirse al grupo.
Partiendo de dos actuaciones del Born on a Pirate Ship Tour en 1996, BNL grabaron y publicaron un disco en directo llamadoRock Spectacle, que tuvo un modesto éxito en la radio con Brian Wilson.
El mayor éxito del grupo y su máximo reconocimiento en los Estados Unidos y en España vino gracias a su cuarto disco Stunt, publicado en 1998 y en el que se incluye el sencillo One Week. Inmediatamente después de publicar Stunt diagnosticaron leucemia a Kevin Hearn que tuvo que ser sometido a un trasplante de médula ósea y pasar varios meses en el hospital recuperándose. La banda se fue de gira pero con Chris Brown y Greg Kurstin al teclado hasta que Kevin estuvo lo suficientemente recuperado para unirse a ellos. Los sencillos It's All Been Done y Call and Answer también están incluidos en este exitoso disco. El grupo también ha colaborado con Tom Jones en una canción de su disco Reload llamada Little green bag.

## Desde 2000
Maroon, publicado en 2000,tuvo buenas ventas, entre otros gracias al sencillo "Pinch Me." También, "Too Little Too Late" y "Falling For the First Time" eran canciones populares del disco,especialmente en Canadá.
En 2001, publicaron un disco recopilatorio llamado Disc One: All Their Greatest Hits 1991-2001, en honor a su canción «Box Set». El disco incluye 15 canciones de discos anteriores de BNL (todas han sido sencillos, tienen videoclip o ambas cosas), dos canciones de otros discos en los que el grupo participó y dos canciones inéditas «It's Only Me (The Wizard of Magicland)» y «Thanks, That Was Fun». Muchos fanes pensaron (erróneamente) de esta última que era para anunciar la separación de la banda, bien por el título ("Gracias, eso estuvo divertido"), porque era la última del disco o porque su vídeo contiene trozos de todos los vídeos anteriores de BNL pero utilizando la técnica Syncro-Vox con la que da la sensación de que en los antiguos vídeos cantantan la canción actual.
Everything to Everyone se publicó el 2 de octubre de 2003 en EE. UU.. El primer sencillo del disco fue "Another Postcard," que recibió un modesto éxito radiofónico. "Testing 1, 2, 3" fue el segundo sencillo del disco, y aunque no hubo CD sencillo, sí que se produjo un vídeo. Así mismo, más tarde se publicó el CD sencillo de "Celebrity" esta vez sin vídeo. "Maybe Katie" y una versión editada de "For You" de un concierto en Glasgow, Escocia también fueron publicadas como sencillos para radio. Desafortunadamente el disco fue el que menores ventas ha logrado, en contra de las críticas favorables que ha recibido.
Con la publicación de Everything to Everyone, BNL ha completado su contrato con Reprise Records, lo que ha permitido a la banda probar la distribución por internet y la publicación independiente de discos.
A principios de 2004 el grupo comenzó a ofrecer actuaciones en directo completas para su compra, bien por descarga o en CD en su web epónima. Más recientemente, su último CD de estudio, así como un sencillo extraído del mismo, se han añadido a la lista.
La banda publicó "Barenaked for the Holidays," el 5 de octubre de 2004. Era su primera grabación independiente desde la Yellow Tape y ha sido distribuida por Warner Music.
El 2 de julio de 2005 BNL participó en el concierto Live 8 de Toronto.
"Barenaked Ladies Are Me" se publicó el 12 de septiembre de 2006. Es el séptimo grabación original hecho en el estudio. Era su primer piblicación capital desde "Everything to Everyone" en 2003. A causa de todas las canciones grabadas en el estudio, la banda hizo dos discos diferentes. Después de la publicación de "Barenaked Ladies Are Me," la banda publicó "Barenaked Ladies Are Men" en que hay 16 canciones adicionales que no son parte de "Barenaked Ladies are Me."
A fines de 2006 lanzaron el video de la canción Wind It Up, del álbum Are Me, en el que se incluyeron segmentos de video grabados por sus fanes.
En noviembre de 2007, la banda publicó "Talk To The Hand: Live in Michigan," un DVD de un concierto que ocurrió el 15 de junio en el DTE Energy Music Theatre en Clarkston, Míchigan, cerca de Detroit. Se puede comprar el DVD con un disco compacto que tiene todas las canciones del DVD. El arte en la tapa es en el mismo estilo que "Barenaked Ladies Are Me" y "Barenaked Ladies Are Men." El DVD contiene 15 canciones incluyendo canciones populares de la carrera de la banda incluyendo "One Week (Una Semana)," "The Old Apartment (El apartamento viejo)," "Pinch Me (Píncame)," "Brian Wilson," y "If I Had $1,000,000 (Si tuviera un millón de dólares)."
el 24 de febrero de 2009, bnl y Steven Page anuncian que este deja la banda (de mutuo acuerdo).
La banda continuo como un cuarteto, y Steven Page se centró en otros proyectos. El mismo Ed Robertson comentaba: "Nuestra relación con Steven Page fue buena y fructuosa. Ha durado más de 20 años pero ya es hora de moverse. Ahora estamos haciendo cosas que son muy frescas y excitantes para mi."
Bnl fue a un estudio como cuarteto en mayo de 2009, y en marzo de 2010 (USA y Canadá) salió su álbum All in good time

## Proyectos paralelos
Jim Creeggan, Kevin Hearn y Steven Page tienen proyectos paralelos en los que trabajan cuando no lo hacen con el grupo. Jim es parte de un trío de jazz-alternativo llamado The Brothers Creeggan, con su hermano y exmiembro de BNL Andy Creeggan y su amigo Ian McLauchlan. Kevin es el líder de Kevin Hearn and Thin Buckle, los cuales hacen una mezcla de rock alternativo y jazz con otras muchas influencias bastante eclécticas. En Thin Buckle participan músicos de muchas otras bandas alternativas de Canadá como Rheostatics. El cantante/guitarrista del grupo Steven Page también tiene un proyecto alternativo con Stephen Duffy llamado The Vanity Project. Su primer disco se publicó en junio de 2005 con el sencillo "Thats All Thats All" en Estados Unidos y "Wilted Rose" en Canadá.

## Biografía
Barenaked Ladies tiene una biografía autorizada, Public Stunts Private Stories, escrita por su amigo Paul Myers, hermano del actor Mike Myers.

## Discografía

### Discos
- Gordon (1992)
- Maybe You Should Drive (1994)
- Born On A Pirate Ship (1996)
- Rock Spectacle (1996)
- Stunt (1998)
- Maroon (2000)
- Disc One: All Their Greatest Hits 1991-2001 (2001)
- Everything to Everyone (2003)
- Barenaked for the Holidays (2004)
- Barenaked Ladies are me (2006)
- Talk to the Hand: Live in Michigan (2007)
- SnackTime (2008)
- All in Good Time (2010)
- Grinning Streak (2013)
- Silverball (2015)
- Fake Nudes (2017)
- Detour de Force (2021)

### Sencillos
- 1992
  - «Enid» de Gordon
  - «Brian Wilson» de Gordon
  - «What a Good Boy» de Gordon
- 1993
  - «Be My Yoko Ono» de Gordon
  - «If I Had $1,000,000» de Gordon
- 1994
  - «Jane»de Maybe You Should Drive
- 1995
  - "Alternative Girlfriend" de Maybe You Should Drive
  - "A" deMaybe You Should Drive
- 1996
  - "Shoe Box" de Born On A Pirate Ship / BSO de Friends
  - "Grim Grinning Ghosts" de Disney's Music From The Park (versión de la canción de la Casa Encantada)
- 1997
  - "The Old Apartment" de Born On A Pirate Ship
  - "Brian Wilson" de Rock Spectacle
- 1998
  - "One Week" de Stunt
  - "It's All Been Done" de Stunt
- 1999
  - "Alcohol" de Stunt
  - "Call And Answer" de Stunt / BSO de Ed TV
- 2000
  - "Pinch Me" de Maroon
  - "Too Little Too Late" de Maroon
- 2001
  - "Falling For The First Time" de Maroon
  - "Thanks That Was Fun" de Disc One: All Their Greatest Hits
- 2002
  - "It's Only Me" de Disc One: All Their Greatest Hits
- 2003
  - "Another Postcard" de Everything to Everyone
- 2004
  - "Maybe Katie" de Everything For Everyone - en Canadá
  - "Testing 123" de Everything to Everyone
  - "Celebrity" de Everything to Everyone - en el Reino Unido
  - "War On Drugs" deEverything to Everyone
  - "For You" de Everything to Everyone
  - "God Rest Ye Merry Gentlemen" de Barenaked For The Holidays
  - "Christmastime (Oh Yeah)" de Barenaked For The Holidays
- 2013
  - "Boomerang" de Grinning Streak
  - "Odds Are" de Grinning Streak
- 2014
  - "Did I Say That Out Loud?" de Grinning Streak
- 2015
  - "Say What You Want" de Silverball
  - "Silverball" de Silverball
  - "Duct Tape Heart" de Silverball
- 2017
  - "Lookin’ Up" de Fake Nudes
- 2021
  - "Flip" de Detour de Force
  - "New Disaster" de Detour de Force
  - "Good Life" de Detour de Force